# Brooke Davis
Brooke Davis (* 1980 in Bellbrae, Victoria, Australien) ist eine australische Schriftstellerin.

## Leben
Neben und nach ihrem Studium des Creative Writing und anderer Fächer an der University of Canberra arbeitete Brooke Davis als Buchhändlerin. Ihre Studien schloss sie mit einer Promotion ab. Bereits während ihrer Ausbildung sammelte sie literarische Auszeichnungen. Der Debütroman Noch so eine Tatsache über die Welt erschien 2014 und machte sie zur internationalen Bestsellerautorin. Die Rechte wurden laut Verlagsangabe in 25 Länder verkauft, darunter auch Deutschland, wo der Roman 2015 in einer Erstauflage von 30.000 Exemplaren publiziert wurde. Die Geschichte erzählt von der siebenjährigen Millie, die von ihrer Mutter in einem Kaufhaus ausgesetzt wird. Gemeinsam mit zwei schrulligen Alten – dem siebenundachtzigjährigen Karl und der zweiundachtzigjährigen Agatha – versucht Millie ihre Mutter wiederzufinden. Noch so eine Tatsache über die Welt ist eine Komödie, die ernste Themen wie Alter, Liebe und Tod auf humoristische Weise aufgreift. Spiegel Online bezeichnete den Roman als „berührend“.
Brooke Davis lebt 2015 in Berlin.

## Werke
- Noch so eine Tatsache über die Welt. Aus dem Englischen von Ulrike Becker, Verlag Antje Kunstmann, München 2015, ISBN 978-3-95614-053-2 (englischer Titel: Lost & Found).